# Zorak
Zorak ou Dzorak (en arménien Զորակ) est une communauté rurale du marz d'Ararat en Arménie. En 2008, elle compte 1 860 habitants.